# Arabische steenpatrijs
De Arabische steenpatrijs (Alectoris melanocephala) is een vogel uit de familie van de fazantachtigen (Phasianidae). De wetenschappelijke naam van de soort werd gepubliceerd in 1835 door Rüppell.

## Kenmerken
De Arabische steenpatrijs lijkt op de Barbarijse patrijs. Hij is 40 cm lang, groter dan de gewone patrijs. De volwassen vogel heeft een smalle zwarte oogstreep, daarboven een brede witte wenkbrauwstreep en vervolgens een duidelijke zwarte kruinstreep die doorloopt over de hals en borst en de afgrenzing vormt van een witte keelvlek.

## Verspreiding en leefgebied
Er zijn twee ondersoorten:
- A. m. melanocephala (het zuidwesten van het Arabisch Schiereiland)
- A. m. guichardi (Hadramaut, Jemen)

Het leefgebied van de Arabische steenpatrijs overlapt gedeeltelijk met dat van Philby's steenpatrijs. De Arabische steenpatrijs bewoont dan de lagere, iets meer begroeide terreinen. In het gebied waar de soort alleen voorkomt, bewoont deze steenpatrijs rotsig, droog gebied en spaarzaam begroeide wadi's op hoogtes tussen de 100 en 2800 m boven de zeespiegel.

## Status
De grootte van de populatie is niet gekwantificeerd, maar de soort is plaatselijk algemeen. Er is geen aanleiding te veronderstellen dat de soort in aantal achteruit gaat. Om deze redenen staat deze als niet bedreigd op de Rode Lijst van de IUCN.